# 蕭錦忠
蕭錦忠（1803年—?），初名衡，字黻平，号史楼，湖南长沙府茶陵州人。道光十二年壬辰科举人，二十五年（1845年）道光母后钮祜禄氏七旬寿辰特设恩科，為恩科状元。授翰林院修撰、掌修国史。以亲老归里，闭門著述。有《舆地参考》、《孺庐集》。